# Scottish Division A 1948-1949
La Scottish Division A 1948-1949  è stata la 52ª edizione della massima serie del campionato scozzese di calcio, disputato tra il 14 agosto 1948 e il 30 aprile 1949 e concluso con la vittoria dei Rangers, al loro ventiseiesimoo titolo.
Capocannoniere del torneo è stato Alex Stott (Dundee) con 30 reti.

## Classifica finale
Fonte:
|  | Pos. | Squadra            | Pt | G  | V  | N  | P  | GF | GS  | QR    |
|  | ---- | ------------------ | -- | -- | -- | -- | -- | -- | --- | ----- |
|  | 1.   | Rangers            | 46 | 30 | 20 | 6  | 4  | 63 | 32  | 1,969 |
|  | 2.   | Dundee             | 45 | 30 | 20 | 5  | 5  | 71 | 48  | 1,479 |
|  | 3.   | Hibernian          | 39 | 30 | 17 | 5  | 8  | 75 | 52  | 1,442 |
|  | 4.   | East Fife          | 35 | 30 | 16 | 3  | 11 | 64 | 46  | 1,391 |
|  | 5.   | Falkirk            | 32 | 30 | 12 | 8  | 10 | 70 | 54  | 1,296 |
|  | 6.   | Celtic             | 31 | 30 | 12 | 7  | 11 | 48 | 40  | 1,200 |
|  | 7.   | Third Lanark       | 31 | 30 | 13 | 5  | 12 | 56 | 52  | 1,077 |
|  | 8.   | Hearts             | 30 | 30 | 12 | 6  | 12 | 64 | 54  | 1,185 |
|  | 9.   | St. Mirren         | 30 | 30 | 13 | 4  | 13 | 51 | 47  | 1,085 |
|  | 10.  | Queen of the South | 30 | 30 | 11 | 8  | 11 | 47 | 53  | 0,887 |
|  | 11.  | Partick Thistle    | 27 | 30 | 9  | 9  | 12 | 50 | 63  | 0,794 |
|  | 12.  | Motherwell         | 25 | 30 | 10 | 5  | 15 | 44 | 49  | 0,898 |
|  | 13.  | Aberdeen           | 25 | 30 | 7  | 11 | 12 | 39 | 48  | 0,813 |
|  | 14.  | Clyde              | 24 | 30 | 9  | 6  | 15 | 50 | 67  | 0,746 |
|  | 15.  | Morton             | 22 | 30 | 7  | 8  | 15 | 39 | 51  | 0,765 |
|  | 16.  | Albion Rovers      | 8  | 30 | 3  | 2  | 25 | 30 | 105 | 0,286 |

Legenda:
      Campione di Scozia.
      Retrocesso in Scottish Division B 1949-1950.
Regolamento:
Due punti a vittoria, uno a pareggio, zero a sconfitta.
A parità di punti, le posizioni in classifica venivano determinate sulla base del quoziente reti.